# Parti progrès social démocratique
Le Parti progrès social démocratique (en espagnol : Partido Progreso Social Democrático abrégé PPSD ou PSD) est un parti politique centriste du Costa Rica. Il est fondé en 2018.
Le parti a été créé par Luz Mary Alpízar Loaiza, appartenant à l'origine au Parti de la nouvelle génération (es).
Lors de l'élection présidentielle de 2022, Rodrigo Chaves Robles est candidat pour le parti et remporte finalement celle-ci. Cet économiste reconnu ayant travaillé pour la Banque mondiale a été ministre des Finances de 2019 à 2020 sous la présidence de Carlos Alvarado Quesada.

## Résultats électoraux

### Élections présidentielles
| Élection | Candidats             | Premier tour | Premier tour | Second tour | Second tour | Résultats |
| Élection | Candidats             | Voix         | %            | Voix        | %           | Résultats |
| -------- | --------------------- | ------------ | ------------ | ----------- | ----------- | --------- |
| 2022     | Rodrigo Chaves Robles | 351 453      | 16,78        | 1 016 848   | 52,85       | 1er       |

### Élections législatives
| Année | Assemblée législative | Assemblée législative | Assemblée législative |
| Année | Votes                 | %                     | Sièges                |
| ----- | --------------------- | --------------------- | --------------------- |
| 2022  | 312 195               | 15,04                 | 10 / 57               |